# Ribes magellanicum

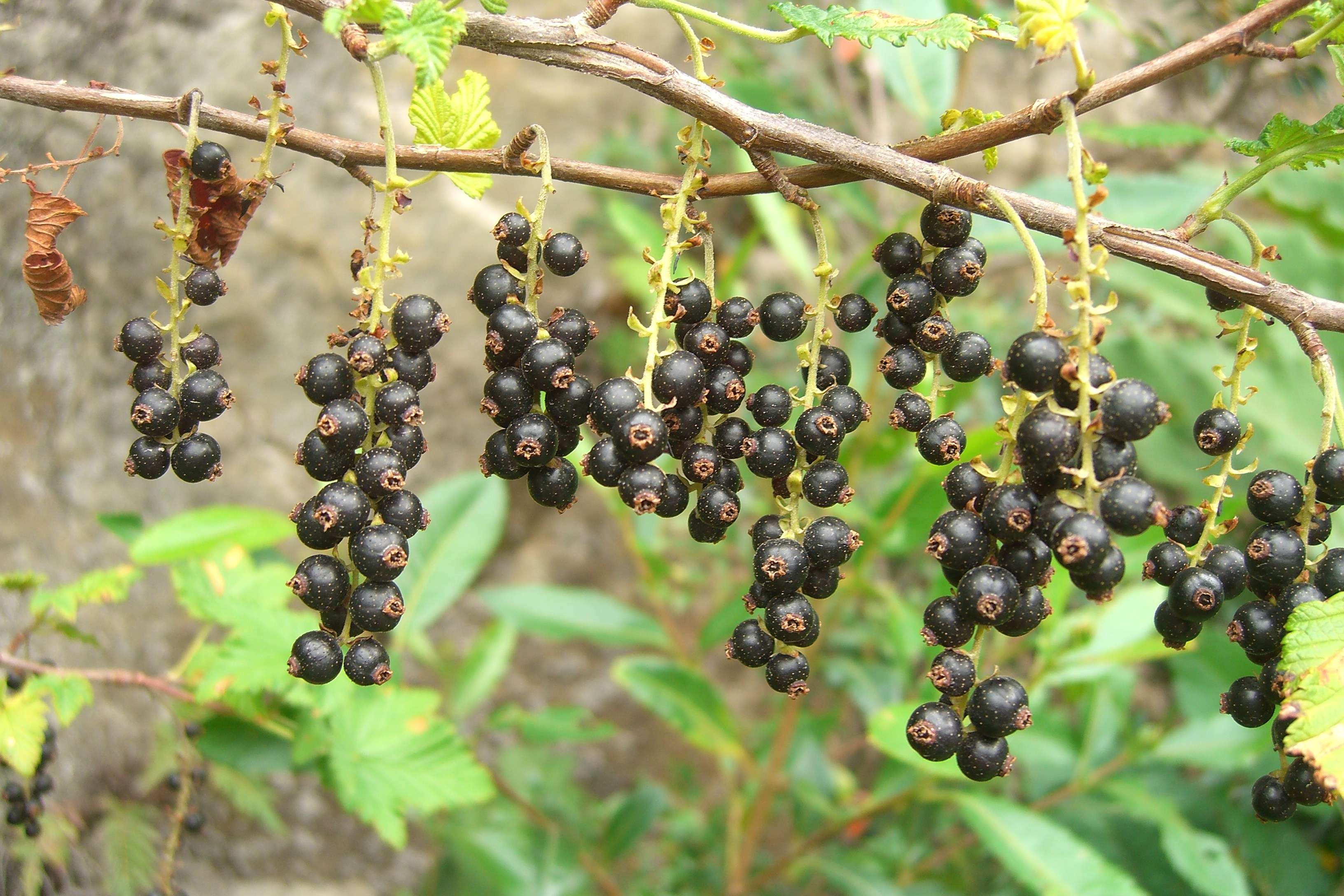
Baies de groseillier de Magellan.

groseillier de Magellan, cassis du Chili
Espèce
Ribes magellanicum est un arbuste de Patagonie appartenant à la famille des grossulariacées. Il est appelé communément groseillier de Magellan ou cassis du Chili. Ses baies sont comestibles,.